# Gouvernement de la RDA de 1950-1954
 (juin 2023).
Si vous disposez d'ouvrages ou d'articles de référence ou si vous connaissez des sites web de qualité traitant du thème abordé ici, merci de compléter l'article en donnant les références utiles à sa vérifiabilité et en les liant à la section « Notes et références ».
RDA
1949-1950 1954-1958
Le premier gouvernement de la République démocratique allemande (RDA), constitué le 7 octobre 1949 sous le nom de « Gouvernement provisoire de la RDA », également connu officiellement sous le nom de « Gouvernement de la RDA », dure du 8 novembre 1950 au 18 novembre 1954.

## Composition
| Ministère | Nom | Parti                     | Secrétaire d'État | Parti |
| --- | --- | ------------------------- | --- | ----- |
| Ministre-président | Otto Grotewohl | SED                       | Herbert Stampfer jusqu'au 20 juillet 1952 Werner Eggerath jusqu'au 18 février 1954                                                 | SED   |
| Vice-ministre-président                                                                                                  | Walter Ulbricht Heinrich Rau Otto Nuschke Hans Loch Lothar Bolz Paul Scholz à partir du 18 juin 1952                                                | SED SED CDU LDPD NDPD DBD | |       |
| Affaires étrangères | Georg Dertinger jusqu'au 15 janvier 1953 Anton Ackermann jusqu'au 1er octobre 1953 Lothar Bolz (à partir du 2 octobre 1953)                         | CDU SED NDPD              | Georg Ulrich Handke (à partir d'octobre 1953)                                                                                      | SED   |
| Intérieur | Karl Steinhoff jusqu'au 6 mai 1952 Willi Stoph | SED                       | Hans Warnke (jusqu'à 1952) Josef Hegen (à partir de 1953)                                                                          |       |
| Finances | Hans Loch | LDPD                      | Willy Rumpf | SED   |
| Éducation | Paul Wandel jusqu'au 5 juillet 1952 Elisabeth Zaisser du 1er octobre 1952 au 5 novembre 1953 Hans Joachim Laabs (nommé le 21 avril 1954)            | SED                       | Elisabeth Zaisser Hans Joachim Laabs (jusqu'à 1952)                                                                                | SED   |
| Culture (à partir du 3 février 1954)                                                                                     | Johannes Robert Becher | SED                       | Fritz Apelt | SED   |
| Industrie lourde (entre novembre 1951 et le 4 novembre 1953, porte le nom de Ministerium für Hüttenwesen und Erzbergbau) | Fritz Selbmann | SED                       | Kurt Gregor (jusqu'à novembre 1951) Richard Goschütz (à partir de juin 1952)                                                       | SED   |
| Mines et Énergie(jusqu'à 1952)                                                                                           | Richard Goschütz | SED                       | |       |
| Président de la Commission de Planification                                                                              | Heinrich Rau (jusqu'à 1952) Bruno Leuschner | SED                       | Bruno Leuschner (jusqu'à 1952) Erwin Kerber Paul Strassenberger (à partir de 1953)                                                 | SED   |
| Premier vice-président de la Commission de Planification                                                                 | Willy Sägebrecht (à partir de 1952) | SED                       | |       |
| Vice-président de la Commission de Planification                                                                         | Fritz Lange | SED                       | |       |
| Maschinenbau jusqu'au 15 décembre 1952                                                                                   | Gerhart Ziller | SED                       | |       |
| Schwermaschinenbau à partir du 4 février 1953                                                                            | Gerhard Ziller jusqu'au 30 juin 1954 | SED                       | |       |
| Transportmittel u. Landmaschinenbau à partir du 4 février 1953                                                           | Bernd Weinberger jusqu'au 30 juillet 1953 |                           | |       |
| Allgemeinen Maschinenbau à partir du 2 février 1953                                                                      | Helmuth Wunderlich | SED                       | |       |
| Lebensmittelindustrie jusqu'au 30 juillet 1953                                                                           | Kurt Westphal | SED                       | |       |
| Industrie légère | Wilhelm Feldmann | NDPD                      | Willi-Peter Konzok | LDPD  |
| Construction | Lothar Bolz jusqu'au 1er octobre 1953 Heinz Winkler (à partir du 8 octobre 1953)                                                                    | NDPD CDU                  | |       |
| Commerce et Approvisionnements                                                                                           | Karl Hamann jusqu'au 6 décembre 1952 Curt Wach à partir du 4 février 1953                                                                           | LDPD SED                  | Albrecht (jusque décembre 1952) Paul Baender (jusque 1952)                                                                         |       |
| Aussenhandel und Innerdeutschen Handel                                                                                   | Georg Handke jusqu'au 1er octobre 1952 Kurt Gregor jusqu'au 19 septembre 1954 Heinrich Rau                                                          | SED                       | Kurt Gregor (de novembre 1951 au 1er octobre 1952) Willy Hüttenrauch (à partir de 1951) Eleonore Staimer (à partir d'octobre 1953) | SED   |
| Travail | Roman Chwalek jusqu'au 23 avril 1953 Friedrich Macher (à partir du 16 décembre 1953)                                                                | SED                       | Friedel Apelt |       |
| Santé publique | Luitpold Steidle | CDU                       | Jenny Matern | SED   |
| Justice | Max Fechner jusqu'au 15 juillet 1953 Hilde Benjamin (à partir du 30 juillet 1953)                                                                   | SED                       | Heinrich Toeplitz |       |
| Generalstaatsanwalt à partir du 23 mai 1952                                                                              | Ernst Melsheimer | SED                       | |       |
| Post und Fernmeldewesen                                                                                                  | Friedrich Burmeister | CDU                       | |       |
| Verkehrswesen Ministère supprimé en avril 1953                                                                           | Hans Reingruber jusqu'au 10 avril 1953 | parteilos                 | Erich Wächter (jusque 1953) Ernst Wollweber (jusque 1953)                                                                          |       |
| Eisenbahnwesen Nouveau ministère, remplaçant celui du Verkehrswesen                                                      | Roman Chwalek à partir du 10 avril 1953 | SED                       | |       |
| Forêts et Alimentation                                                                                                   | Paul Scholz jusqu'au 1er mai 1952 Wilhelm Schröder du 18 juin 1952 au 16 mai 1953 Hans Reichelt du 30 juillet 1953 au 1er novembre 1953 Paul Scholz | DBD DBD                   | Siegmund |       |
| Sécurité d'État | Wilhelm Zaisser jusqu'au 24 juillet 1953 Ernst Wollweber                                                                                            | SED                       | Erich Mielke (jusque 1953) | SED   |
| Informationsamt jusqu'au 31 décembre 1952                                                                                | Gerhart Eisler | SED                       | |       |
| Staatssekretär für Örtliche Wirtschaft (à partir de janvier 1954)                                                        | Karl Kasten | SED                       | |       |
| Secrétaire d'État à l'Enseignement supérieur(à partir du 22 avril 1951)                                                  | Gerhard Harig | SED                       | |       |
| Secrétaire d'État aux Mines et à l'Énergie(devient député le 6 février 1952)                                             | Max Fritsch | SED                       | |       |
| Staatssekretär für Chemie, Steine und Erden(devient député le 6 février 1952)                                            | Dirk van Rickelen | SED                       | |       |
| Staatssekretär für Schifffahrt(am 10. April 1953 eingerichtet)                                                           | Karl Salomon | SED                       | |       |
| Staatssekretär für Kraftverkehr und Straßenwesen(am 10. April 1953 eingerichtet)                                         | Erich Wächter Heino Weiprecht jusque octobre 1953                                                                                                   | CDU SED                   | |       |